# Bonnie, Bonnie Lassie
Pour plus de détails, voir Fiche technique et Distribution.
Bonnie, Bonnie Lassie est un film muet américain, réalisé par Tod Browning, sorti en 1919.

## Synopsis
Alisa Graeme fait le voyage depuis l'Écosse pour rendre visite aux États-Unis à Jeremiah Wishart, un vieil ami de son grand-père. Invalide, Jeremiah est charmé par Alisa et décide qu'elle ferait une bonne épouse pour son neveu favori David. Sans même voir rencontré Alisa, David refuse cet arrangement et s'enfuit. Plus tard, Alisa s'enfuit elle aussi plutôt que d'être mariée à un autre neveu de Jeremiah, et elle rencontre un jeune peintre d'enseignes. Ils deviennent partenaires et voyagent à travers le pays en peignant des enseignes, puis peu à peu tombent amoureux l'un de l'autre.
Quand le peintre annonce à Alisa qu'il ne se mariera pas tant qu'il ne pourra pas être tranquille financièrement, elle le quitte en colère et repart vers la maison de Jeremiah.
De sa chaise roulante, Jeremiah aperçoit d'abord son neveu en train de peindre une enseigne près de là puis une jeune femme s'arrêter pour l'aider. Une fois qu'Alisa et David réalisent qui est l'autre, ils s'unissent dans la joie. 

## Fiche technique
- Titre original : Bonnie, Bonnie Lassie
- Réalisation : Tod Browning
- Scénario : Violet Clark, Tod Browning, Waldemar Young, d'après la nouvelle Auld Jeremiah de Henry C. Rowland
- Photographie : William Fildew
- Société de production : Universal Film Manufacturing Company
- Société de distribution : Universal Film Manufacturing Company
- Pays d'origine :  États-Unis
- Langue : anglais
- Format : Noir et blanc - 35 mm - 1,37:1 - Muet
- Genre : Comédie
- Durée : 6 bobines
- Dates de sortie :
  - États-Unis : 5 octobre 1919

## Distribution
- Mary MacLaren : Alisa Graeme
- Spottiswoode Aitken : Jeremiah Wishart
- David Butler : David
- Arthur Edmund Carewe : Archibald Loveday
- F. A. Turner
- Clarissa Selwynne
- Eugenie Forde